# Alfred Kleinermeilert

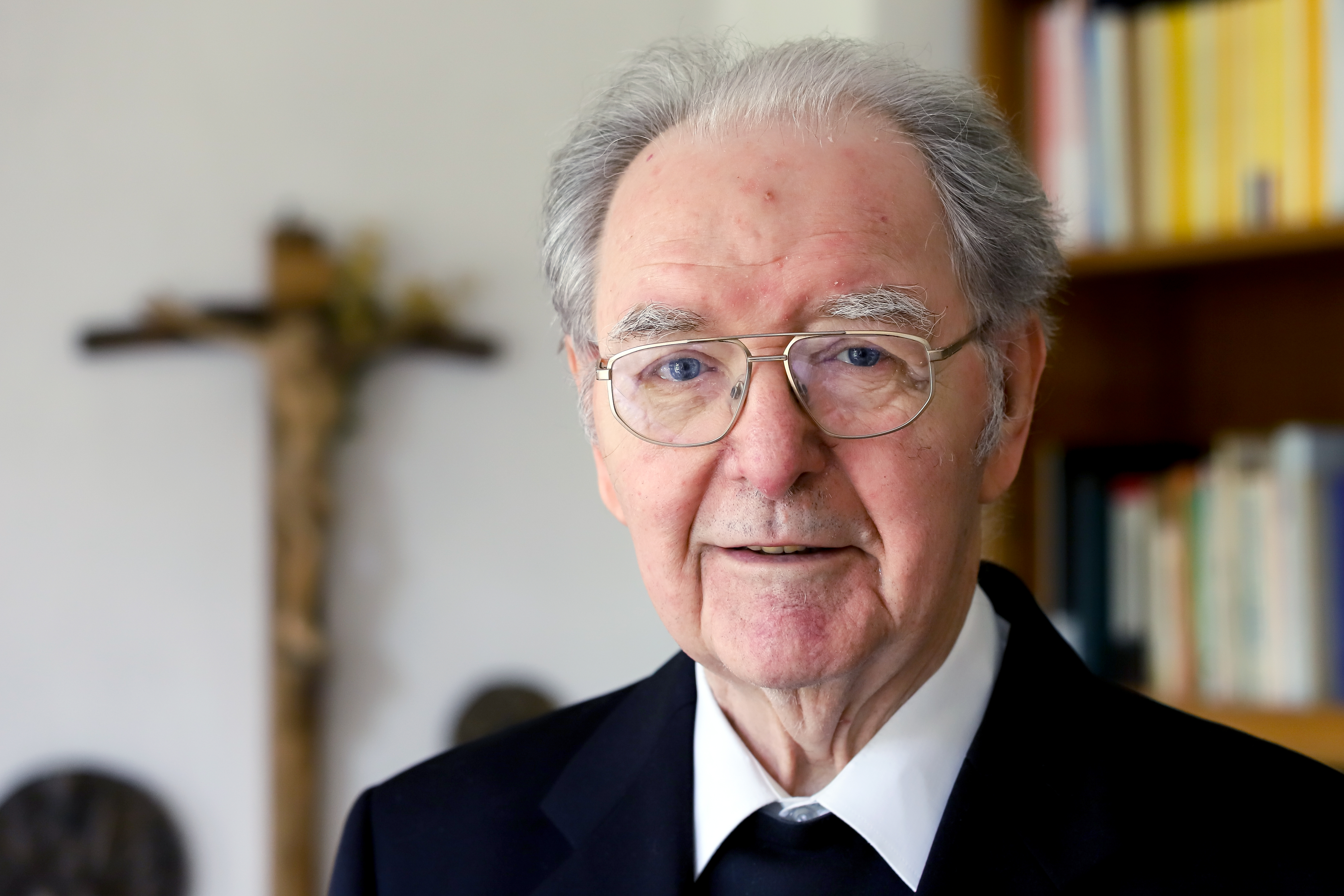
Weihbischof Kleinermeilert 2018

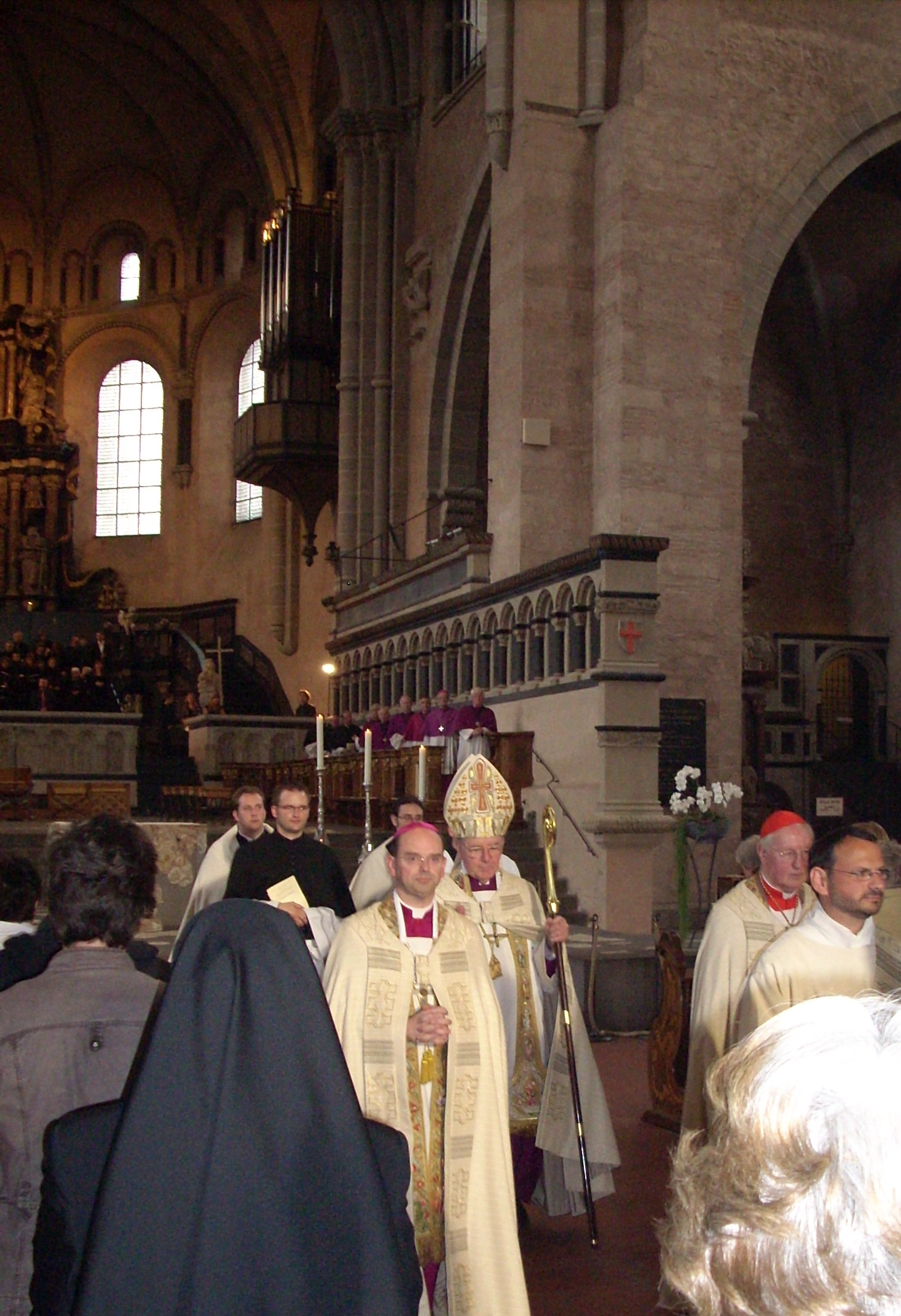
Weihbischof em. Alfred Kleinermeilert (Mitte mit Mitra und Stab) anlässlich seines 40-jährigen Bischofsjubiläums im Trierer Dom, 2008

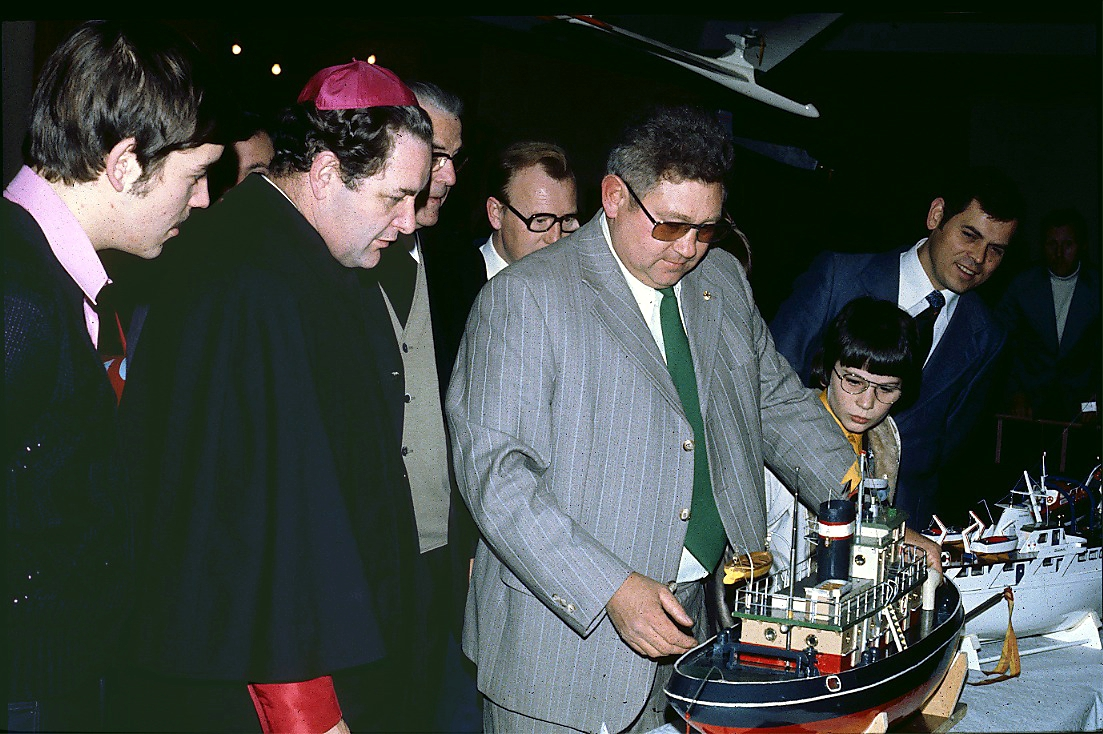
Weihbischof Kleinermeilert 1975 bei einer Modellbau-Ausstellung

Alfred Kleinermeilert (* 31. März 1928 in Müsch; † 22. Oktober 2023 in Trier) war ein römisch-katholischer Geistlicher und von 1968 bis 2003 Weihbischof im Bistum Trier.

## Leben
Alfred Kleinermeilert wurde während des Zweiten Weltkrieges im Januar 1944 als fünfzehnjähriger Schüler-Soldat und Luftwaffenhelfer zu einer Flak-Einheit nach Hochheim am Main eingezogen. Nach einer vierwöchigen Grundausbildung wurde er zum Schutz des Flugplatz Mainz-Finthen eingesetzt, wo Einheiten des Nachtjagdgeschwader 5 stationiert waren. Im März 1945 zog sich die Flak-Einheit in den Taunus zurück und löste sich zu Kriegsende auf. Kleinermeilert wollte sich mit drei Klassenkameraden nach Müsch durchschlagen, geriet aber in US-amerikanische Kriegsgefangenschaft und in ein Auffanglager in Trier. Nach einigen Wochen wurde er zur Lagerarbeit nach Frankreich verlegt. Wegen seiner englischen Sprachkenntnisse wurde er Ordonnanz in der Offiziersmesse des Lagers. Anfang März 1946 wurde er aus der Kriegsgefangenschaft entlassen. Zurück in seiner Heimat legte Kleinermeilert 1947 das Abitur ab.
In den Jahren 1947 und 1948 studierte er an der Theologischen Fakultät Trier Theologie und Philosophie und lebte im dortigen Priesterseminar. Von 1948 bis 1954 studierte er an der Päpstlichen Universität Gregoriana in Rom. Am 10. Oktober 1953 empfing er in Rom die Priesterweihe durch Kardinalvikar Clemente Micara.
Von 1954 bis 1957 war er Kaplan in der Burbacher Pfarrei St. Eligius, anschließend bis 1959 Religionslehrer am Gymnasium für Jungen in Merzig. Von 1959 bis 1963 setzte er sein Theologiestudium in Trier fort und wurde zum Dr. theol. promoviert. 1963 wurde er Direktor des Bischöflichen Konvikts in Linz am Rhein. Dieses Amt übte er bis zu seiner Ernennung zum Bischof aus.
Papst Paul VI. ernannte ihn am 3. Mai 1968 zum Titularbischof von Pausulae und Weihbischof in Trier. Am 11. Juni 1968 empfing er durch Bischof Bernhard Stein von Trier die Bischofsweihe. Mitkonsekratoren waren der Trierer Weihbischof Carl Schmidt und der Erzbischof von Luxemburg, Jean Hengen.
1975 wurde Kleinermeilert zum Domkapitular ernannt, 1998 wurde er Domdechant. Zu seinen Aufgaben gehörte der Visitationsbezirk Trier, dem er als Bischofsvikar vorstand. Er war Vorsitzender der Bistumskommission für ökumenische Fragen, Mitglied der Kommission Weltkirche und ihrer Unterkommission für Lateinamerika (insbesondere Adveniat) sowie Mitglied der Ökumene-Kommission der Deutschen Bischofskonferenz. Er war Mitkonsekrator bei den Bischofsweihen von Friedrich Wetter und Felix Genn.
Am 1. April 2003 nahm Papst Johannes Paul II. Kleinermeilerts altersbedingtes Rücktrittsgesuch an. Der emeritierte Weihbischof war der dienstälteste Bischof in Deutschland. Kleinermeilert starb am 22. Oktober 2023 im Alter von 95 Jahren. Nach einem Requiem im Trierer Dom wurde er am 31. Oktober desselben Jahres in der Pauluskapelle im Domkreuzgang beigesetzt.

## Wappen und Wahlspruch
Im halbrunden silbernen Schild ein schwarzer Kohlenmeiler (Hinweis auf den Familiennamen), aus dem unten ein rotes Feuer und oben sieben rote Flammen züngeln. Zum einen der Hinweis auf den Familiennamen, zum anderen das alles antreibende Feuer und über allem die Gaben des Heiligen Geistes.
Hinter dem Schild stehend das Bischofskreuz, darüber der grüne Galero mit den jeweils sechs herunterhängenden grünen Quasten (Fiocchi).
Sein Wahlspruch lautet Dei benignitate confisus („Im Vertrauen auf Gottes Güte“).

## Ehrungen
Im Juli 2018 wurde Kleinermeilert zum ersten Ehrenbürger seines Geburtsortes Müsch ernannt.